# Baiano (Bahia állam) labdarúgó-bajnokság (első osztály)
A Campeonato Baiano de Futebol, azaz a Baiano bajnokság, Bahia állam professzionális labdarúgó bajnoksága, amit 1905-ben hoztak létre, így a Paulista liga után Brazília második legidősebb mérkőzéssorozata.
A bajnoki küzdelmekben részt vevő 12 csapatot két csoportba sorsolják, és mindegyik csapat egy alkalommal mérkőzik meg csoportja tagjaival, majd az első nyolc helyezett kieséses rendszerben játszik tovább a bajnoki címért. Az utolsó négy együttes szintén oda-visszavágós alapon dönt a két kieső hely sorsáról. Az állami bajnokság győztese nem kvalifikálja magát az országos bajnokságba, viszont a CBF feljuttathat csapatokat.

## Az eddigi győztesek
| Év   | Bajnok                                        | Második                                     |
| ---- | --------------------------------------------- | ------------------------------------------- |
| 1905 | Internacional de Cricket (1) (Salvador)       | São Salvador (Salvador)                     |
| 1906 | São Salvador (1) (Salvador)                   | Vitória (Salvador)                          |
| 1907 | São Salvador (2) (Salvador)                   | Vitória (Salvador)                          |
| 1908 | Vitória (1) (Salvador)                        | Santos Dumont (Salvador)                    |
| 1909 | Vitória (2) (Salvador)                        | Santos Dumont (Salvador)                    |
| 1910 | Santos Dumont (1) (Salvador)                  | São Paulo (Salvador)                        |
| 1911 | Sport Bahia (1) (Salvador)                    | Vitória (Salvador)                          |
| 1912 | Atlético Salvador (1) (Salvador)              | Vitória (Salvador)                          |
| 1913 | Fluminense de Salvador (1) (Salvador)         | Internacional (Salvador)                    |
| 1914 | Internacional (1) (Salvador)                  | Fluminense de Salvador (Salvador)           |
| 1915 | Fluminense de Salvador (2) (Salvador)         | Ypiranga (Salvador)                         |
| 1916 | República (1) (Salvador)                      | Fluminense de Salvador (Salvador)           |
| 1917 | Ypiranga (1) (Salvador)                       | Fluminense de Salvador (Salvador)           |
| 1918 | Ypiranga (2) (Salvador)                       | Botafogo (Senhor do Bonfim)                 |
| 1919 | Botafogo (1) (Senhor do Bonfim)               | Fluminense de Salvador (Salvador)           |
| 1920 | Ypiranga (3) (Salvador)                       | Fluminense de Salvador (Salvador)           |
| 1921 | Ypiranga (4) (Salvador)                       | AAB (Salvador)                              |
| 1922 | Botafogo (2) (Senhor do Bonfim)               | AAB (Salvador)                              |
| 1923 | Botafogo (3) (Senhor do Bonfim)               | AAB (Salvador)                              |
| 1924 | AAB (1) (Salvador)                            | Bahiano de Tênis (Salvador)                 |
| 1925 | Ypiranga (5) (Salvador)                       | AAB (Salvador)                              |
| 1926 | Botafogo (4) (Senhor do Bonfim)               | Ypiranga (Salvador)                         |
| 1927 | Bahiano de Tênis (1) (Salvador)               | Ypiranga (Salvador)                         |
| 1928 | Ypiranga (6) (Salvador)                       | Bahiano de Tênis (Salvador)                 |
| 1929 | Ypiranga (7) (Salvador)                       | Botafogo (Senhor do Bonfim)                 |
| 1930 | Botafogo (5) (Senhor do Bonfim)               | Fluminense de Salvador (Salvador)           |
| 1931 | Bahia (1) (Salvador)                          | Ypiranga (Salvador)                         |
| 1932 | Ypiranga (8) (Salvador)                       | Botafogo (Senhor do Bonfim)                 |
| 1933 | Bahia (2) (Salvador)                          | Ypiranga (Salvador)                         |
| 1934 | Bahia (3) (Salvador)                          | Energia Circular (Salvador)                 |
| 1935 | Botafogo (6) (Senhor do Bonfim)               | Galícia (Salvador)                          |
| 1936 | Bahia (4) (Salvador)                          | Galícia (Salvador)                          |
| 1937 | Galícia (1) (Salvador)                        | Ypiranga (Salvador)                         |
| 1938 | Bahia (5) (Salvador) Botafogo (7) (Salvador)  | Galícia (Salvador) Ypiranga (Salvador)      |
| 1939 | Ypiranga (9) (Salvador)                       | Galícia (Salvador)                          |
| 1940 | Bahia (6) (Salvador)                          | Galícia (Salvador)                          |
| 1941 | Galícia (2) (Salvador)                        | Bahia (Salvador)                            |
| 1942 | Galícia (3) (Salvador)                        | Vitória (Salvador)                          |
| 1943 | Galícia (4) (Salvador)                        | Botafogo (Senhor do Bonfim)                 |
| 1944 | Bahia (7) (Salvador)                          | Galícia (Salvador)                          |
| 1945 | Bahia (8) (Salvador)                          | Galícia (Salvador)                          |
| 1946 | Guarany (1) (Salvador)                        | Ypiranga (Salvador)                         |
| 1947 | Bahia (9) (Salvador)                          | Vitória (Salvador)                          |
| 1948 | Bahia (10) (Salvador)                         | Galícia (Salvador)                          |
| 1949 | Bahia (11) (Salvador)                         | Ypiranga (Salvador)                         |
| 1950 | Bahia (12) (Salvador)                         | Vitória (Salvador)                          |
| 1951 | Ypiranga (10) (Salvador)                      | Vitória (Salvador)                          |
| 1952 | Bahia (13) (Salvador)                         | Ypiranga (Salvador)                         |
| 1953 | Vitória (3) (Salvador)                        | Botafogo (Senhor do Bonfim)                 |
| 1954 | Bahia (14) (Salvador)                         | Botafogo (Senhor do Bonfim)                 |
| 1955 | Vitória (4) (Salvador)                        | Bahia (Salvador)                            |
| 1956 | Bahia (15) (Salvador)                         | Fluminense de Feira (Feira de Santana)      |
| 1957 | Vitória (5) (Salvador)                        | Bahia (Salvador)                            |
| 1958 | Bahia (16) (Salvador)                         | Vitória (Salvador)                          |
| 1959 | Bahia (17) (Salvador)                         | Vitória (Salvador)                          |
| 1960 | Bahia (18) (Salvador)                         | Ypiranga (Salvador)                         |
| 1961 | Bahia (19) (Salvador)                         | Botafogo (Senhor do Bonfim)                 |
| 1962 | Bahia (20) (Salvador)                         | Ypiranga (Salvador)                         |
| 1963 | Fluminense de Feira (1) (Feira de Santana)    | Bahia (Salvador)                            |
| 1964 | Vitória (6) (Salvador)                        | Bahia (Salvador)                            |
| 1965 | Vitória (7) (Salvador)                        | Fluminense de Feira (Feira de Santana)      |
| 1966 | Leônico (1) (Salvador)                        | Vitória (Salvador)                          |
| 1967 | Bahia (21) (Salvador)                         | Galícia (Salvador)                          |
| 1968 | Galícia (5) (Salvador)                        | Fluminense de Feira (Feira de Santana)      |
| 1969 | Fluminense de Feira (2) (Feira de Santana)    | Bahia (Salvador)                            |
| 1970 | Bahia (22) (Salvador)                         | Itabuna (Itabuna)                           |
| 1971 | Bahia (23) (Salvador)                         | Fluminense de Feira (Feira de Santana)      |
| 1972 | Vitória (8) (Salvador)                        | Bahia (Salvador)                            |
| 1973 | Bahia (24) (Salvador)                         | Alagoinhas (Alagoinhas)                     |
| 1974 | Bahia (25) (Salvador)                         | Vitória (Salvador)                          |
| 1975 | Bahia (26) (Salvador)                         | Vitória (Salvador)                          |
| 1976 | Bahia (27) (Salvador)                         | Vitória (Salvador)                          |
| 1977 | Bahia (28) (Salvador)                         | Botafogo (Senhor do Bonfim)                 |
| 1978 | Bahia (29) (Salvador)                         | Leônico (Salvador)                          |
| 1979 | Bahia (30) (Salvador)                         | Vitória (Salvador)                          |
| 1980 | Vitória (9) (Salvador)                        | Galícia (Salvador)                          |
| 1981 | Bahia (31) (Salvador)                         | Vitória (Salvador)                          |
| 1982 | Bahia (32) (Salvador)                         | Galícia (Salvador)                          |
| 1983 | Bahia (33) (Salvador)                         | Catuense (Catu)                             |
| 1984 | Bahia (34) (Salvador)                         | Leônico (Salvador)                          |
| 1985 | Vitória (10) (Salvador)                       | Bahia (Salvador)                            |
| 1986 | Bahia (35) (Salvador)                         | Catuense (Catu)                             |
| 1987 | Bahia (36) (Salvador)                         | Catuense (Catu)                             |
| 1988 | Bahia (37) (Salvador)                         | Vitória (Salvador)                          |
| 1989 | Vitória (11) (Salvador)                       | Bahia (Salvador)                            |
| 1990 | Vitória (12) (Salvador)                       | Fluminense de Feira (Feira de Santana)      |
| 1991 | Bahia (38) (Salvador)                         | Fluminense de Feira (Feira de Santana)      |
| 1992 | Vitória (13) (Salvador)                       | Bahia (Salvador)                            |
| 1993 | Bahia (39) (Salvador)                         | Vitória (Salvador)                          |
| 1994 | Bahia (40) (Salvador)                         | Vitória (Salvador)                          |
| 1995 | Vitória (14) (Salvador)                       | Galícia (Salvador)                          |
| 1996 | Vitória (15) (Salvador)                       | Bahia (Salvador)                            |
| 1997 | Vitória (16) (Salvador)                       | Bahia (Salvador)                            |
| 1998 | Bahia (41) (Salvador)                         | Vitória (Salvador)                          |
| 1999 | Bahia (42) (Salvador) Vitória (17) (Salvador) | Poções (Poções)                             |
| 2000 | Vitória (18) (Salvador)                       | Bahia (Salvador)                            |
| 2001 | Bahia (43) (Salvador)                         | Juazeiro (Juazeiro)                         |
| 2002 | Vitória (19) (Salvador)                       | Fluminense de Feira (Feira de Santana)      |
| 2003 | Vitória (20) (Salvador)                       | Catuense (Catu)                             |
| 2004 | Vitória (21) (Salvador)                       | Bahia (Salvador)                            |
| 2005 | Vitória (22) (Salvador)                       | Bahia (Salvador)                            |
| 2006 | Colo Colo (1) (Ilhéus)                        | Vitória (Salvador)                          |
| 2007 | Vitória (23) (Salvador)                       | Bahia (Salvador)                            |
| 2008 | Vitória (24) (Salvador)                       | Bahia (Salvador)                            |
| 2009 | Vitória (25) (Salvador)                       | Bahia (Salvador)                            |
| 2010 | Vitória (26) (Salvador)                       | Bahia (Salvador)                            |
| 2011 | Bahia de Feira (1) (Feira de Santana)         | Vitória (Salvador)                          |
| 2012 | Bahia (44) (Salvador)                         | Vitória (Salvador)                          |
| 2013 | Vitória (27) (Salvador)                       | Bahia (Salvador)                            |
| 2014 | Bahia (45) (Salvador)                         | Vitória (Salvador)                          |
| 2015 | Bahia (46) (Salvador)                         | Vitória da Conquista (Vitória da Conquista) |
| 2016 | Vitória (28) (Salvador)                       | Bahia (Salvador)                            |
| 2017 | Vitória (29) (Salvador)                       | Bahia (Salvador)                            |
| 2018 | Bahia (47) (Salvador)                         | Vitória (Salvador)                          |

## Legsikeresebb csapatok
| Csapat                   | Város            | Bajnok |
| ------------------------ | ---------------- | --- |
| Bahia                    | Salvador         | 47 (1931, 1933, 1934, 1936, 1938, 1940, 1944, 1945, 1947, 1948, 1949, 1950, 1952, 1954, 1956, 1958, 1959, 1960, 1961, 1962, 1967, 1970, 1971, 1973, 1974, 1975, 1976, 1977, 1978, 1979, 1981, 1982, 1983, 1984, 1986, 1987, 1988, 1991, 1993, 1994, 1998, 1999, 2001, 2012, 2014, 2015, 2018) |
| Vitória                  | Salvador         | 29 (1908, 1909, 1953, 1955, 1957, 1964, 1965, 1972, 1980, 1985, 1989, 1990, 1992, 1995, 1996, 1997, 1999, 2000, 2002, 2003, 2004, 2005, 2007, 2008, 2009, 2010, 2013, 2016, 2017) |
| Ypiranga                 | Salvador         | 10 (1917, 1918, 1920, 1921, 1925, 1928, 1929, 1932, 1939, 1951) |
| Botafogo                 | Salvador         | 7 (1919, 1922, 1923, 1926, 1930, 1935, 1938) |
| Galícia                  | Salvador         | 5 (1937, 1941, 1942, 1943, 1968) |
| Fluminense de Feira      | Feira de Santana | 2 (1963, 1969) |
| Fluminense de Salvador   | Salvador         | 2 (1913, 1915) |
| São Salvador             | Salvador         | 2 (1906, 1907) |
| AAB                      | Salvador         | 1 (1924) |
| Leônico                  | Salvador         | 1 (1966) |
| Santos Dumont            | Salvador         | 1 (1910) |
| Bahiano de Tênis         | Salvador         | 1 (1927) |
| Internacional            | Salvador         | 1 (1914) |
| Atlético Salvador        | Salvador         | 1 (1912) |
| Bahia de Feira           | Feira de Santana | 1 (2011) |
| Colo Colo                | Ilhéus           | 1 (2006) |
| Guarany                  | Salvador         | 1 (1946) |
| Internacional de Cricket | Salvador         | 1 (1905) |
| República                | Salvador         | 1 (1916) |
| Sport Bahia              | Salvador         | 1 (1911) |